# 50-й отдельный дивизион бронепоездов
50-й отдельный дивизион бронепоездов - войсковая часть автобронетанковых войск РККА вооружённых сил СССР в Великой Отечественной войне.

## История
Формировался с ноября 1941 года на основании директивы НКО СССР № 22сс от 29 октября 1941 года в Московском военном округе в Ярославле.
Комплектование командным составом шло за счёт вышедших из окружения артиллеристов, не знакомых со службой на бронепоездах. Рядовой и младший комсостав главным образом поступал из военкоматов Ярославской области, а частично - с Ярославского паровозоремонтного завода. Первое пополнение в дивизион прибыло 8 декабря 1941 г.
Строительство матчасти велось на Ярославском паровозоремонтном заводе, и 18 декабря приказом по дивизиону на вооружение принимается бепо № 1, а 29 декабря - бепо № 2. Оба бепо типа НКПС-42 и конструктивно походили друг на друга. Бронепоезд № 1 из бронепаровоза Ов № 7600 (броня незакаленая, 15+15 мм, тендер 15 мм) и двух бронеплощадок № 821 и 822 (броня незакаленая 15+10 мм со 120-мм асбестовой прослойкой, вооружение каждой 2 76-мм полковые пушки образца 1927 г. и 6 пулеметов Браунинг), а бепо № 2 - бронепаровоз Ов № 4571 и бронеплощадки № 823 и 824 (бронезащита такая же, как на бепо № 1, вооружение то же, но вместо полковых пушек 76-мм танковые КТ-28 образца 1927/32 годов). 3 ноября 1942 года, по ходатайству бойцов и командиров дивизиона бронепоездам присвоили наименования: № 1 - «Кировец», № 2 - «Суворов».
16 января 1942 г. дивизион убыл в Москву и доукомплектован (получены площадки ПВО завода «Стальмост» с 25-мм зенитной пушкой и пулемётом ДШК на каждой).
Дивизион был расформирован на основании директивы Генерального Штаба Красной Армии № орг/1/151 и директивы штаба Барановичского военного округа № 00946 от 30 октября 1945 года.

## Состав
- Бронепоезд № 1 «Кировец» (с 5 декабря 1942 года № 694);
- Бронепоезд № 2 «Суворов» (с 5 декабря 1942 года № 647).[4]

## Боевые действия
После формирования прибыл на Волховский фронт и начиная с марта 1942 года по январь 1944 года ведёт боевые действия на железнодорожной ветке от Волхова в направлении Мги
После сколачивания команд 9 марта 1942 г. отправился в 59-ю армию Волховского фронта с дислокацией на станциях Гряды и Большая Вишера. Здесь бронепоезда совершали огневые налёты и вели разведку пути от станции Дубки до моста через Волхов. 1 июля 1942 г., возвращаясь с задания, бепо № 1 атакован немецкой авиацией, в результате осколками бомбы повреждён и загорелся вагон с боеприпасами, на котором стали рваться снаряды. Но усилиями бойцов и командиров его отцепили и оттащили от бронепоезда.
26 августа 1942 года 50-й одбп передали в 8-ю армию с дислокацией на станциях Назия и Жихарево. На этом участке бронепоезда находились более года, и, поддерживая части 11-й, 58-й, 256-й, 372-й стрелковых дивизий и 73-й морской стрелковой бригады, провели 102 огневых налёта по позициям противника, уничтожили 12 артиллерийских и 15 миномётных батарей, 20 пулемётных точек, 30 ДЗОТ, 5 наблюдательных пунктов, рассеяли и частично уничтожили до полка немецкой пехоты.
При выполнении боевых задач бепо неоднократно подвергались бомбёжке немецкой авиацией, но «благодаря умелой манёвренности бронепоездов и чёткой работе личных составов зенитных расчётов - авиация противника успеха не имела». При отражении налётов ответным огнём бепо было подбито 6 немецких самолётов.
Наиболее интенсивная боевая работа велась 50-м одбп в сентябре 1942 г. — поддерживая 11-ю стрелковую дивизию, бепо провели 24 огневых налёта, в которых израсходовано 3485 76-мм, 1323 25-мм снарядов и 2592 патрона ДШК, и в марте 1943 года - с 19 по 28 марта совершён 21 огневой налёт для поддержки 372-й стрелковой дивизии, в которых уничтожили 5 миномётов, 7 пулемётов, орудие. 2 ДЗОТ и наблюдательный пункт.
На основании распоряжения начальника ГБТУ КА № 1109420 от 5 декабря 1942 года бронепоезда получили новые номера: № 1 «Кировец» - № 694, № 2 «Суворов» - № 647.
В сентябре 1943 г. 50-й одбп передали в 54-ю армию с дислокацией на станции Глажево, а затем Ирса и Андрееве. С 14 по 20 января 1944 г. бепо произвели 10 огневых налётов, поддерживая наступление 198-й стрелковой дивизии. При этом уничтожено 7 огневых точек, орудие, 5 повозок, рассеяно до роты пехоты. Особо удачно действовал бепо № 694, действия которого 14 января отмечал штаб 198-й стрелковой дивизии: «Произведённая работа бронепоезда «Кировец» отличная, отбито 4 контратаки противника, в результате уничтожено до 100 солдат и офицеров».
1 марта 1944 г. 50-й одбп передали в состав Ленинградского фронта с дислокацией сначала в Малой Вишере, а с апреля - на станции Григорьево в районе Новгорода. Здесь личный состав дивизиона занимался восстановлением железнодорожных путей и сооружений.

В августе 1944 года дивизион был передан в 3-й Белорусский фронт и в сентябре 1944 года поступил в распоряжение 5-й армии с задачей «охраны и обороны железнодорожного узла Лида». Одновременно с этим команды бронепоездов вели работы по восстановлению и перешивке полотна железной дороги. Кроме того, бронепоездникам приходилось участвовать и в боевых действиях против отрядов польской Армии Крайовой: «9 февраля 1945 года 50-й одбп совместно с бронепоездом НКГБ выполнял боевую задачу по ликвидации бело-польских банд в районе д. Полубники Лидского района. В результате этой операции было арестовано и передано в органы Лидского НКГБ 9 человек, из них 3 оказались участниками взрывов железнодорожных мостов и убийств советских военнослужащих».
Боевые действия против польских отрядов не прекратились и после окончания Великой Отечественной войны. В оперсводках 50-го дивизиона о этом так: «В ночь с 19 на 20 мая 1945 года белопольская банда численностью 250-300 человек совершила нападение на г. Остроленка и ограбила Госбанк. Личный состав бронепоезда № 647, действуя в пешем строю, после короткого боя захватил 9 белопольских бандитов, которые были переданы местной комендатуре.  В ночь с 21 на 22 мая 1945 года белопольская банда численностью 250-300 человек вновь совершила нападение на г. Остроленка, но огнём бронепоезда в течение нескольких минут была рассеяна».

В составе действующей армии с 7 марта 1942 по 9 мая 1945 года.

### Подчинение
| Дата            | Фронт                                                      | Армия      | Дивизия | Бригада | Полк | Примечания |
| --------------- | ---------------------------------------------------------- | ---------- | ------- | ------- | ---- | ---------- |
| 01.12.1941 года | Московский военный округ                                   | -          | -       | -       | -    | -          |
| 01.01.1942 года | Московский военный округ                                   | -          | -       | -       | -    | -          |
| 01.02.1942 года | Московский военный округ                                   | -          | -       | -       | -    | -          |
| 01.03.1942 года | Московский военный округ                                   | -          | -       | -       | -    | -          |
| 01.04.1942 года | Волховский фронт                                           | -          | -       | -       | -    | -          |
| 01.05.1942 года | Ленинградский фронт (Группа войск Волховского направления) | -          | -       | -       | -    | -          |
| 01.06.1942 года | Ленинградский фронт (Волховская группа войск)              | -          | -       | -       | -    | -          |
| 01.07.1942 года | Волховский фронт                                           | -          | -       | -       | -    | -          |
| 01.08.1942 года | Волховский фронт                                           | -          | -       | -       | -    | -          |
| 01.09.1942 года | Волховский фронт                                           | 8-я армия  | -       | -       | -    | -          |
| 01.10.1942 года | Волховский фронт                                           | 8-я армия  | -       | -       | -    | -          |
| 01.11.1942 года | Волховский фронт                                           | 8-я армия  | -       | -       | -    | -          |
| 01.12.1942 года | Волховский фронт                                           | 8-я армия  | -       | -       | -    | -          |
| 01.01.1943 года | Волховский фронт                                           | 8-я армия  | -       | -       | -    | -          |
| 01.02.1943 года | Волховский фронт                                           | 8-я армия  | -       | -       | -    | -          |
| 01.03.1943 года | Волховский фронт                                           | 8-я армия  | -       | -       | -    | -          |
| 01.04.1943 года | Волховский фронт                                           | 8-я армия  | -       | -       | -    | -          |
| 01.05.1943 года | Волховский фронт                                           | 8-я армия  | -       | -       | -    | -          |
| 01.06.1943 года | Волховский фронт                                           | 8-я армия  | -       | -       | -    | -          |
| 01.07.1943 года | Волховский фронт                                           | 8-я армия  | -       | -       | -    | -          |
| 01.08.1943 года | Волховский фронт                                           | 8-я армия  | -       | -       | -    | -          |
| 01.09.1943 года | Волховский фронт                                           | 8-я армия  | -       | -       | -    | -          |
| 01.10.1943 года | Волховский фронт                                           | 8-я армия  | -       | -       | -    | -          |
| 01.11.1943 года | Волховский фронт                                           | 8-я армия  | -       | -       | -    | -          |
| 01.12.1943 года | Волховский фронт                                           | 8-я армия  | -       | -       | -    | -          |
| 01.01.1944 года | Волховский фронт                                           | 8-я армия  | -       | -       | -    | -          |
| 01.02.1944 года | Волховский фронт                                           | -          | -       | -       | -    | -          |
| 01.03.1944 года | Ленинградский фронт                                        | 59-я армия | -       | -       | -    | -          |
| 01.04.1944 года | Ленинградский фронт                                        | -          | -       | -       | -    | -          |
| 01.05.1944 года | Ленинградский фронт                                        | -          | -       | -       | -    | -          |
| 01.06.1944 года | Ленинградский фронт                                        | -          | -       | -       | -    | -          |
| 01.07.1944 года | Ленинградский фронт                                        | -          | -       | -       | -    | -          |
| 01.08.1944 года | Ленинградский фронт                                        | -          | -       | -       | -    | -          |
| 01.09.1944 года | 3-й Белорусский фронт                                      | 5-я армия  | -       | -       | -    | -          |
| 01.10.1944 года | 3-й Белорусский фронт                                      | -          | -       | -       | -    | -          |
| 01.11.1944 года | 3-й Белорусский фронт                                      | -          | -       | -       | -    | -          |
| 01.12.1944 года | 3-й Белорусский фронт                                      | -          | -       | -       | -    | -          |
| 01.01.1945 года | 3-й Белорусский фронт                                      | -          | -       | -       | -    | -          |
| 01.02.1945 года | 3-й Белорусский фронт                                      | -          | -       | -       | -    | -          |
| 01.03.1945 года | 3-й Белорусский фронт                                      | -          | -       | -       | -    | -          |
| 01.04.1945 года | 3-й Белорусский фронт                                      | -          | -       | -       | -    | -          |
| 01.05.1945 года | 3-й Белорусский фронт                                      | -          | -       | -       | -    | -          |

## Командиры дивизиона
00.11.1941 - 00.12.1942  Галка Герасим Григорьевич, капитан, затем майор;
00.09.1942 - 7.11.1944 - убит.  Григорьев Виктор Михайлович , майор, затем подполковник; 
врид гв. инженер - капитан Будкин Василий Васильевич (11.1944);
00.12.1944 - 00.10.1945  Матвеев, майор.